# Erik Pettersson (Gewichtheber)
Erik Albert Pettersson (* 18. Mai 1890 in Nyköping; † 4. April 1975 in Stockholm) war ein schwedischer Gewichtheber.

## Erfolge
Erik Pettersson startete bei den Olympischen Spielen 1920 in Antwerpen im Leichtschwergewicht bis 82,5 kg. In dem elf Teilnehmer umfassenden Starterfeld gelang es ihm mit 267,5 kg gestemmtem Gesamtgewicht das drittbeste Resultat zu erzielen, sodass er hinter dem siegreichen Franzosen Ernest Cadine, der mit 295,0 kg Olympiasieger wurde, und dem Schweizer Fritz Hünenberger mit 275,0 kg die Bronzemedaille gewann.